# Кристина Скарлат
Кристина Скарлат (рум. Cristina Scarlat; Кишињев, 3. март 1981) је молдавска певачица. Широј јавности је позната као представница Молдавије на Песми Евровизије 2014. године.

## Биографија
На музичкој сцени је активна од 2001. године. На молдавском националном избору за Песму Евровизије O melodie pentru Europa је први пут наступала 2011. године са песмом Every Day Will be Your Day. Тада је била 12. са 2 бода. На такмичење се вратила 2013. године, али са песмом I Pray. Освојила је треће место са 17 бодова.
Из трећег покушаја је победила на O melodie pentru Europa, са снажном поп баладом Wild Soul. Са њом се представила европској публици на Песми Евровизије 2014. године у Копенхагену. Наступила је у првом полуфиналу. Била је последња, шеснаеста, у полуфиналу са 13 бодова.

## Дискографија
- Every Day Will be Your Day (2011)
- I Pray (2013)
- Wild Soul (2014)
- Minunea mea (2018)
- Suspans (2019)
- Vopreki (2019) (sa Ivanom Akulovim)